# طیف‌بینی دفع گرمایی
طیف‌بینی دفع گرمایی (به انگلیسی: Thermal desorption spectroscopy)که با نام دفع فرمان-گرمایی (به انگلیسی: temperature programmed desorption) نیز شناخته می‌شود روشی برای مشاهده مولکول‌های دفع شده از سطح در هنگام افزایش دماست. بسیاری از دانشمندان نام دفع فرمان-گرمایی را ترجیح می‌دهند چرا که این روش طیف‌بینی محسوب نمی‌شود.

## دفع
وقتی اتم‌ها یا مولکول‌ها در تماس با سطوح قرار می‌گیرند، «جذب» آنها می‌شوند. با تشکیل پیوندی با سطوح، سطح انرژی خود را کیمنه می‌کنند. انرژی پیوند به ماده جذب شده و سطح جاذب بستگی دارد. اگر سطح گرم شود، در نقطه ای، انرژی منتقل شده به ماده جذب شده باعث خواهد شد که ماده «دفع» شود. دمایی که این اتفاق می‌افتد به عنوان دمای دفع شناخته می‌شود. در نتیجه روش دفع فرمان-گرمایی اطلاعاتی در مورد انرژی پیوند به ما می‌دهد.